# Gioacchino Angelo

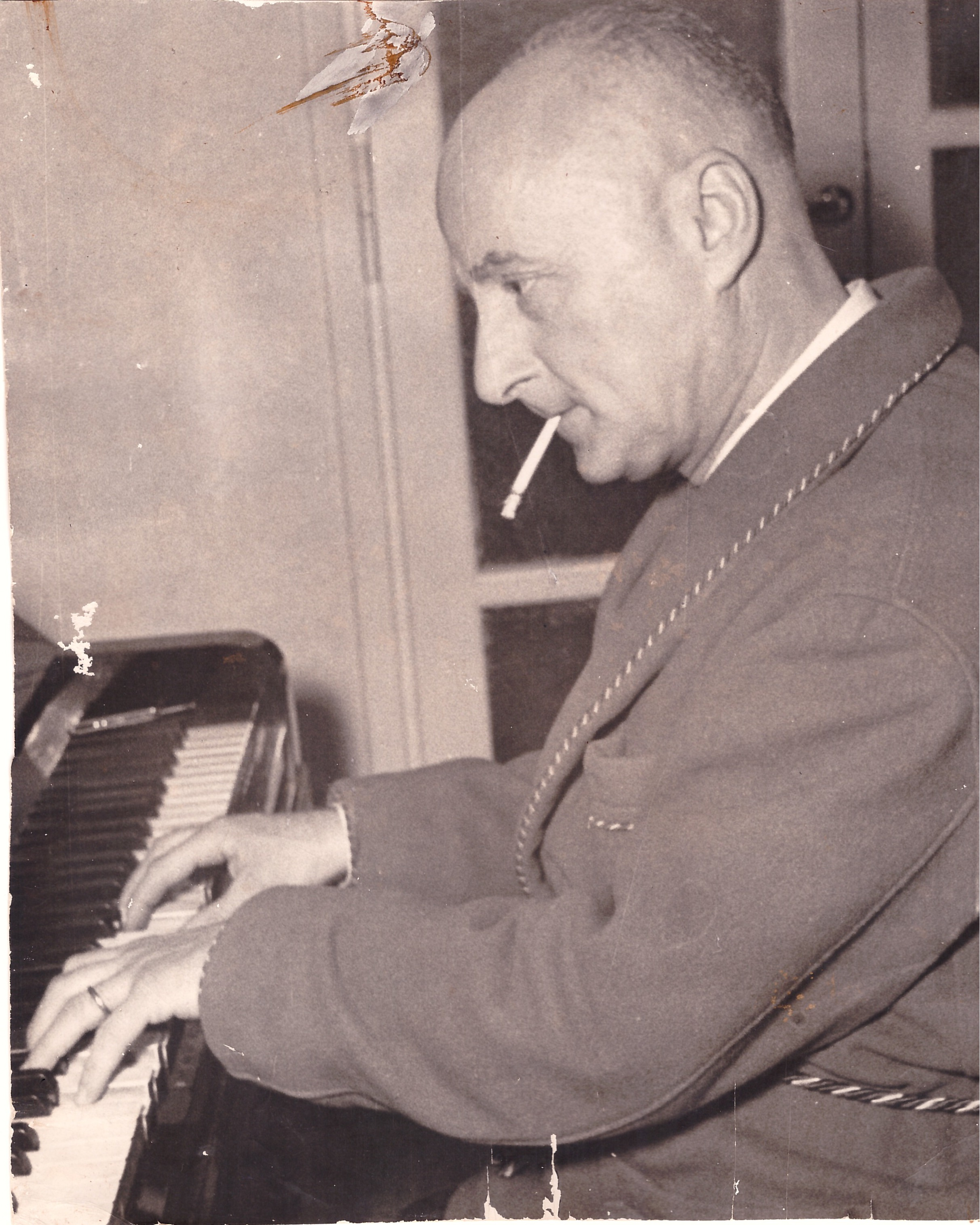
Gioacchino Angelo nel 1958

Gioacchino Angelo (Palermo, 9 agosto 1899 – Roma, 14 ottobre 1971) è stato un compositore e direttore d'orchestra italiano.

## Biografia
Studiò violino, pianoforte e composizione, tra i suoi docenti vi fu Francesco Cilea.
Collaborò con Pietro Mascagni, Riccardo Zandonai e Umberto Giordano.
Si dedicò prevalentemente alla composizione di musiche da film, firmando molte colonne sonore importanti, senza però tralasciare la composizione di brani sinfonici e operistici, tra i quali ricordiamo "La coppa di Cipro".

## Vita e opere
Iniziò gli studi al conservatorio di musica Vincenzo Bellini; studiò violino con Franco Tufari, diplomandosi poi in pianoforte e poi in composizione assieme a Felice Longo e a Francesco Cilea.
Successivamente Pietro Mascagni lo volle collaboratore al Teatro Massimo. Si trasferì poi a Roma dove conobbe Riccardo Zandonai e Umberto Giordano, che gli affidò le orchestrazioni delle musiche di film  di “Fedora” e “Una notte dopo l'opera”.
Iniziò così la carriera nel mondo del cinema, scrivendo oltre centocinquanta colonne sonore. Spesso si trattava di rifacimenti della colonna sonora, composti appositamente per l'edizione italiana. Fra i vari titoli ve ne sono alcuni celebri come: Ombre Rosse, Uno scozzese alla corte del Gran Khan, Pigmalione, Il prigioniero di Zenda, Uragano, Il vendicatore mascherato. 
Scrisse anche diversa musica sinfonica (due sinfonie) ed operistica, quest'ultima in collaborazione con l'amico poeta e librettista napoletano Giuseppe Garofalo.
Compose diverse opere teatrali: Silvia, Il dono del sole, Fiamme barbariche, Mitsuoko, L'Avvoltoio, La boccaccesca, Frate Sole, La coppa di Cipro.
Inoltre scrisse alcuni balletti, tra cui Il trenino della neve, I denari incantati, Scandalo in paese e Leggenda Satanica.
Fu anche scrittore di alcune novelle e librettista di commedie e riviste musicali da lui composte quali Una testolina sventata, A Viareggio per dimenticare, No basta con gli affari, La presunta attrice, Il gelsomino di Celestino, Le professioni inutili.
Inoltre compose la musica di altre commedie tra cui L'ajo nell'imbarazzo, vecchio titolo donizzettiano, che gli fu commissionata dalla RAI e fu radiotrasmessa sotto la sua direzione. Seguono Le astuzie di Morgantina, Nuda più di Eva, La Bisbetica domata.
Si ricordano anche una Messa a due voci maschili e diverse canzoni napoletane.

## Filmografia
- Il segreto inviolabile, regia di Julio Flechner de Gomar (1939)
- La fuggitiva, regia di Piero Ballerini (1941)
- La guardia del corpo, regia di Carlo Ludovico Bragaglia (1942)
- La vispa Teresa, regia di Mario Mattoli (1943)
- Il principe ribelle, regia di Pino Mercanti (1947)
- I contrabbandieri del mare, regia di Roberto Bianchi Montero (1948)
- Agguato sul mare, regia di Pino Mercanti (1955)
- Tre dollari di piombo, regia di Pino Mercanti (1964)